# Едвард Словинський
Едвард Словинський (англ. Edward Slowinski, 18 листопада 1922, Вінніпег — 21 серпня 1999, Ері) — канадський хокеїст, що грав на позиції крайнього нападника.

## Ігрова кар'єра
Професійну хокейну кар'єру розпочав 1945 року.
Усю професійну клубну ігрову кар'єру, що тривала 14 років, провів, захищаючи кольори команди «Нью-Йорк Рейнджерс».

## Статистика НХЛ
| Сезон        | Клуб                 | Ліга         | Регулярний сезон | Регулярний сезон | Регулярний сезон | Регулярний сезон | Регулярний сезон | Плей-оф | Плей-оф | Плей-оф | Плей-оф | Плей-оф |
| Сезон        | Клуб                 | Ліга         | І                | Г                | П                | О                | ШХ               | І       | Г       | П       | О       | ШХ      |
| ------------ | -------------------- | ------------ | ---------------- | ---------------- | ---------------- | ---------------- | ---------------- | ------- | ------- | ------- | ------- | ------- |
| 1947—1948    | «Нью-Йорк Рейнджерс» | НХЛ          | 38               | 6                | 5                | 11               | 2                | 4       | 0       | 0       | 0       | 0       |
| 1948—1949    | «Нью-Йорк Рейнджерс» | НХЛ          | 20               | 1                | 1                | 2                | 2                | -       | -       | -       | -       | -       |
| 1949—1950    | «Нью-Йорк Рейнджерс» | НХЛ          | 63               | 14               | 23               | 37               | 12               | 12      | 2       | 6       | 8       | 6       |
| 1950—1951    | «Нью-Йорк Рейнджерс» | НХЛ          | 69               | 14               | 18               | 32               | 15               | -       | -       | -       | -       | -       |
| 1951—1952    | «Нью-Йорк Рейнджерс» | НХЛ          | 64               | 21               | 22               | 43               | 18               | -       | -       | -       | -       | -       |
| 1952—1953    | «Нью-Йорк Рейнджерс» | НХЛ          | 37               | 2                | 5                | 7                | 14               | -       | -       | -       | -       | -       |
| Усього в НХЛ | Усього в НХЛ         | Усього в НХЛ | 650              | 187              | 185              | 372              | 169              | 60      | 19      | 13      | 32      | 25      |